# João Pedroso

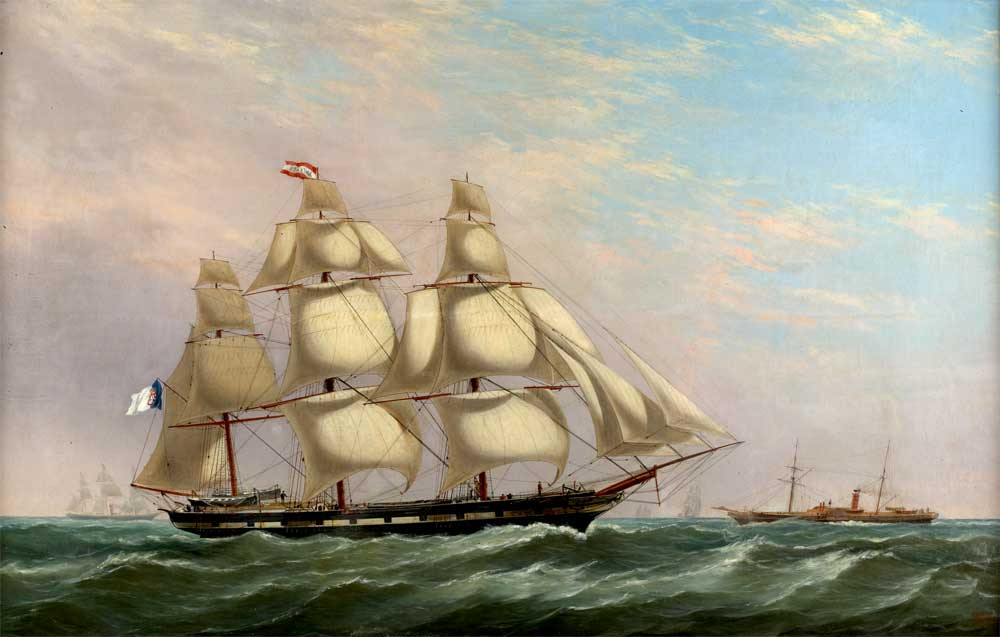
Marinha com veleiro ostentando a bandeira Real Portuguesa, por João Pedroso.

João Pedroso Gomes da Silva (Freguesia dos Olivais, 17 de fevereiro de 1825 — Freguesia de Encarnação 5 de dezembro de 1890) foi um pintor, gravador e desenhista português, especializado na retratação de navios. Suas obras podem ser encontradas, hoje, no Museu de Marinha, em Santa Maria de Belém, e no Palácio Nacional da Ajuda, bem como em coleções particulares.

## Biografia
Depois de receber lições de gravura, João Pedroso, nos meados da década de 1840, obteve um trabalho na Oficina Litográfica dos Tabacos. Posteriormente, foi empregado pelo Arquivo Pitoresco-Semanário Ilustrado (1857-1868) e pelo O Occidente (1877-1915). Foi também colaborador artístico de diversas revistas, nomeadamente: O panorama (1837-1868), A illustração portugueza (1884-1890), A imprensa (1885-1891) e  Branco e Negro (1896-1898).
Em 1872, Pedroso publicou A Gravura da Madeira em Portugal, onde estão apresentados muitos de seus trabalhos. Na publicação De Benguela às Terras de Iacca, cerca de oitenta gravuras suas relatam a viagem de Hermenegildo Capelo e Roberto Ivens à Angola. 
Em 1880, João Pedroso criou uma séria de selos de correio com a efígie de D. Luís I para a Casa da Moeda. Trabalhou também para a Família Real Portuguesa.
Tendo adquirido grande prestígio, ele foi convidado a trabalhar como professor na Sociedade Promotora de Belas Artes de Lisboa e na Academia Real de Belas Artes.